# Dendrobium alabense
Dendrobium alabense är en orkidéart som beskrevs av Jeffrey James Wood. Dendrobium alabense ingår i släktet Dendrobium, och familjen orkidéer. Inga underarter finns listade i Catalogue of Life.